# Medien in Russland
Medien in Russland (russisch Средства массовой информации Sredstwa massowoj informazij, abgekürzt СМИ) umfassen Kommunikationsmedien wie Zeitungen, Radio, Fernsehen und Internet. Sie stehen zunehmend unter Vorgaben der russischen Regierung und gelten mittlerweile als gleichgeschaltet. Verbreitet wird viel Propaganda im Rahmen eines Informationskrieges, der wiederum Teil der hybriden Kriegsführung gegen „den Westen“ ist. Die Pressefreiheit ist trotz Garantie durch die Verfassung eingeschränkt.
Die derzeit größten Unternehmen auf dem russischen Medienmarkt sind die staatlichen Medienholdings WGTRK respektive Rossija Sewodnja und die Gazprom-Media, eine Tochterfirma des sich mehrheitlich in Staatsbesitz befindenden Konzerns Gazprom. Nicht-staatliche Medien erreichen schon 2015 nicht mehr als zehn bis 15 Prozent der russischen Bevölkerung, welche sich zu 90 Prozent im Fernsehen informiert. Durch das 2012 eingeführte „Gesetz über „ausländische Agenten“ in Russland“ verloren seither unabhängige Medien ihre wirtschaftliche Grundlage, da durch die unklare Gesetzeslage ein Inserent in einem solchen Medium ebenfalls als ausländischer Agent registriert werden kann.
Mit dem russischen Überfall auf die Ukraine Ende Februar 2022 führte der Staat eine faktische Kriegszensur ein. Nachdem bereits zahlreiche unabhängige Medien ihre Tätigkeit eingestellt hatten, setzte zuletzt die bedeutendste unabhängige Zeitung Nowaja gaseta ihr Erscheinen am 28. März 2022 aus Sorge um ihre Lizenz vorerst aus, im Januar 2023 wurde die Internetzeitung Meduza als unerwünschte Organisation eingestuft.

## Geschichte
Die Medien in Russland werden seit ihren Anfängen in der Zarenzeit weitgehend vom Staat dominiert.
Viele überregionale Medien – beispielsweise die Nachrichtenagentur ITAR-TASS, die Zeitungen Iswestija oder Moskowskije Nowosti – haben ihre Wurzeln in der frühen Sowjetunion. Andere, wie die Wirtschafts-Zeitung Kommersant, waren Neugründungen der Glasnost-Periode; sie sahen sich zum Teil in der Tradition vorrevolutionärer, im zaristischen Russland herausgegebener Blätter.
Die elektronischen Massenmedien Radio und Fernsehen wurden in der Sowjetunion und werden, nach einer kurzen Periode der Öffnung nach dem Zusammenbruch der Sowjetunion im modernen Russland ebenfalls vom Staat dominiert.

### Vor der Industrialisierung
Vorläufer der ersten Zeitungen waren die sogenannten Kuranten oder Mitteilungsbriefe, auch Kurantbriefe genannt (russisch Куранты respektive Вестовые письма). In diesen wurden auszugsweise Artikel ausländischer Zeitungen in russischer Übersetzung veröffentlicht. Sie wurden im 16. Jahrhundert im zaristischen Außenamt für den Zaren angefertigt. Zur Zeit von Alexei I. hatte das Außenamt etwa zwanzig ausländische Zeitungen abonniert, im Wesentlichen holländische, deutsche und polnische Ausgaben. Die Informationsübermittlung durch Kurantbriefe war allerdings extrem langsam und unzuverlässig – oft wurden den russischen Gesandten die Beglaubigungsurkunden auf den Namen westeuropäischer Herrscher ausgestellt, die schon lange tot waren.

#### Erste Gründung durch den Zaren

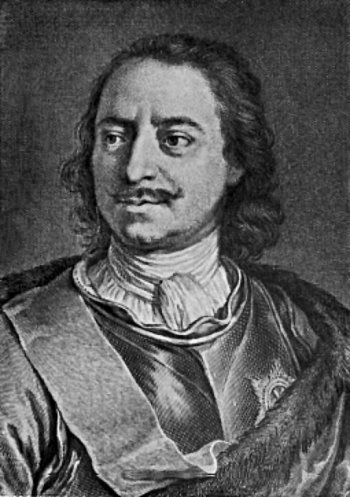
Peter der Große

Als Begründer des russischen Zeitungswesens gilt Zar Peter der Große. Unter seiner Herrschaft erschienen ab 2. Januar 1703 die vom Staat herausgegebenen Nachrichten über militärische und andere Dinge, wert zu wissen und zu erinnern, die sich in dem Moskowitischen und anderen umliegenden Ländern ereigneten (russisch: „Ведомостей о военных и иных делах, достойных знания и памяти, случившихся в Московском государстве и в иных окрестных странах“). Die Zeitung, 1726 in Russische Nachrichten (Российские Ведомости) umbenannt, verkaufte sich eher schlecht und stellte ihr Erscheinen 1728 ein. Seit Anfang des Jahres 1728 gab die Russische Akademie der Wissenschaften die zweimal wöchentlich erscheinenden Sankt Petersburger Nachrichten (Санкт-Петербургские Ведомости) heraus, ihnen folgte im Jahr 1729 die ebenfalls von der Akademie herausgegebene deutschsprachige Sankt Petersburgische Zeitung, die bis heute erscheint.

#### Das Zeitungswesen bis 1860

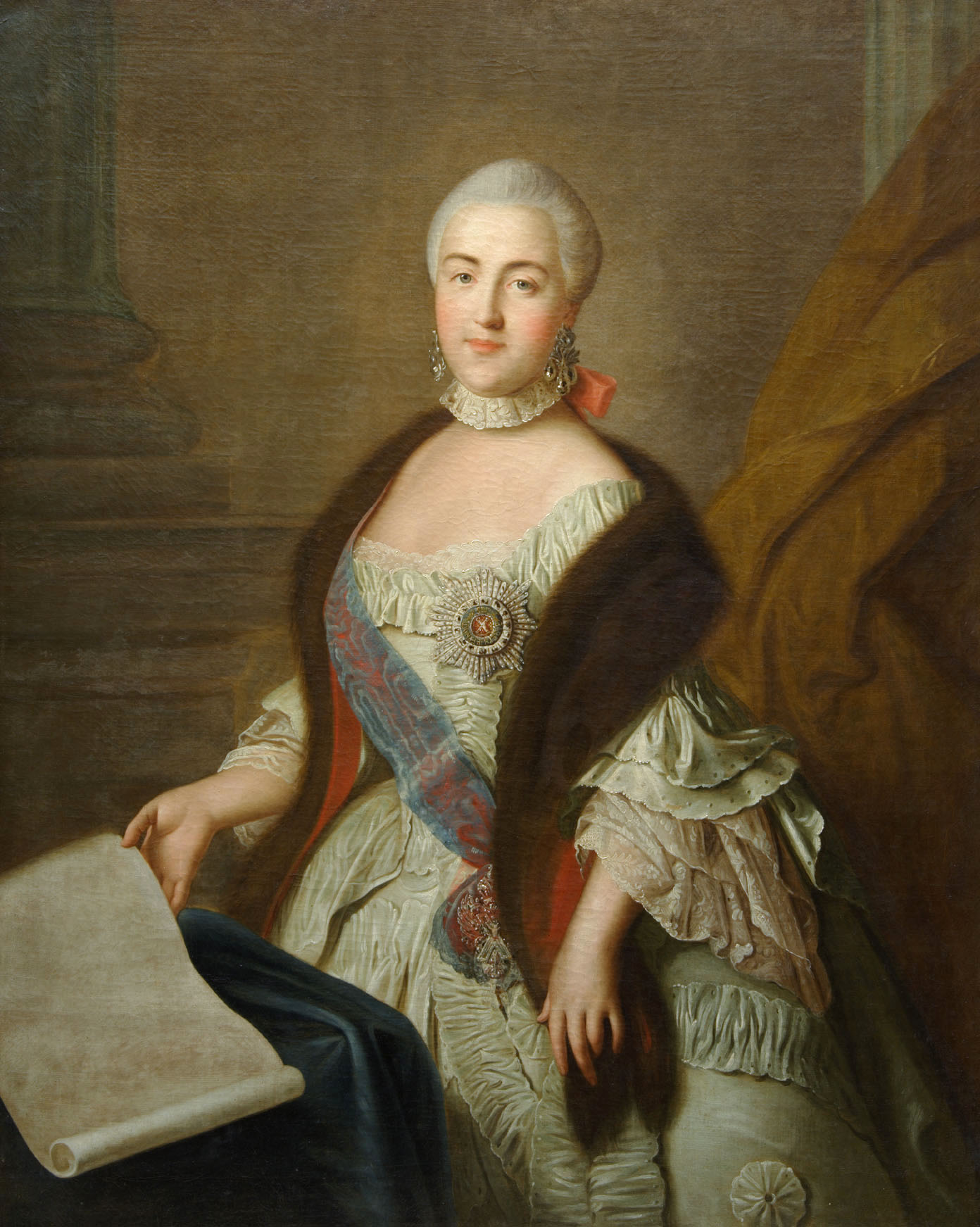
War auch Chefredakteurin: Katherina die Große

Die russische Zeitungslandschaft in der zweiten Hälfte des 18. Jahrhunderts und der ersten Hälfte des 19. Jahrhunderts zeichnete sich durch einige Charakteristika aus: Die Herausgabe einer Zeitung wurde direkt vom Zar genehmigt. Die Redaktion stand unter unmittelbarer Aufsicht der staatlichen Behörde und der Zensur, letztere wurde mitunter direkt als vorgesetzte Behörde des Redakteurs verstanden. Artikel wurden vor der Veröffentlichung direkt der – für die im Artikel behandelten Themen – zuständigen Behörde vorgelegt. Es gab eine Reihe kurzlebiger Neugründungen, von denen die meisten mangels Abonnenten sehr schnell ihr Erscheinen einstellten. Angesichts der Zensur wichen die Zeitungen auf thematische Beilagen zu Kunst und Literatur aus.
Thematisch lassen sich die Zeitungen dieser Periode gliedern in:
- Satirische Zeitungen unterhaltenden Charakters (wie beispielsweise die Zeitung Alles Mögliche russisch: Всякая Всячина, Herausgeberin und Chefredakteurin war Katherina die Große)[13]
- Zeitungen mit enzyklopädischem Bildungscharakter wie Die Freizeit zum Nutzen angewandt russisch: Праздное Время, в пользу употребленное
- Zeitungen mit spezieller Thematik wie die Sankt Petersburger Arztnachrichten (russisch: Санкт-петербургские Врачебные Ведомости)
- Zeitungen zur Landwirtschaft wie Der Landbewohner, wirtschaftliche Ausgabe zum Nutzen der Dorfbewohner russisch: Сельский житель, экономическое в пользу деревенских жителей служащее издание.[12]

### Medien in der Sowjetunion 1917–1991
Grundsätzlich war die Mediensituation in der UdSSR rechtlich von einer staatlichen Monopolisierung geprägt. Medien wurden zu dieser Zeit als Instrumente der Partei verstanden und unterlagen einer strengen Zensur. Deren Kriterien bestimmten die Medienlandschaft sowie die Gestaltung der unterschiedlichen Formate formal, inhaltlich und sprachlich, aber auch die Art und Weise, wie das Publikum Medienprodukte wahrnahm und „konsumierte“. Auch die Einführung der neuen, elektronischen Massenmedien (Radio ab ca. 1920 und TV (tägliche Sendungen) ab ca. 1950) fand unter dem Zeichen von Ideologisierung und Monopolisierung statt. Obschon das ganze Spektrum zeitgenössischer Medien vorhanden war, beschränkte sich die Herstellung und Rezeption von Zeitungen und Zeitschriften auf einige wenige: zu den verbreitetsten Titeln zählen die Pravda, Izvestija und die Gewerkschaftszeitung Trud (vgl. Besters-Dilger). Ab 1951 strahlte der erste Kanal sein tägliches Programm aus, ab den 1960er Jahren kam ein zweiter, russlandweiter Kanal hinzu. Der dritte Kanal war vorwiegend auf Moskau ausgerichtet.

### Medien ab der Perestroika
Ab Mitte der 1980er Jahre, in der Zeit der Glasnost weichte sich unter Gorbatschow die strenge Kontrolle der sowjetischen Medien etwas auf. Der Zerfall der Sowjetunion und die Privatisierung der Medien ab 1991 sowie das gesetzlich verankerte Verbot der Zensur im Gesetz der Russischen Föderation über die Massenmedien vom 8. Februar 1992 löste einen regelrechten Boom in der Medienszene aus. Häufig wird diese Zeit (von 1991 bis 1994) als „Goldenes Zeitalter“ der Medien bezeichnet (vgl. Kreisel 2001). Zahlreiche Zeitungen, Zeitschriften und Fernsehsender wurden in dieser Zeit gegründet, bestehende Medien veränderten ihre Linie, ihre Inhalte, Gestaltungsweisen und Design. Die Vielfalt in der Medienlandschaft äußerte sich also generell nicht nur am Ansteigen der Ausgaben und Programme, sondern auch in deren (auch sprachlicher) Gestaltung. Neue Genres, v. a. Live-Programme, Talk- und Reality-Shows im TV etwa, entstanden. Im Vergleich zur Sowjetzeit, die in der öffentlichen Rede vom bürokratisch-formelhaften Newspeak bestimmt war, zeigte sich die neue Freiheit, die Möglichkeit zu Normbrüchen und die Experimentierfreudigkeit auch im Stil und in der Sprache. Ebenso wurden die primären Funktionen von Medien – Propaganda und Ideologisierung – von der Funktion der Unterhaltung und Information abgelöst. Auch der Status der Journalisten änderte sich vor dem Hintergrund einer freien Medienlandschaft: diese wurden als ernst zu nehmende Individuen mit einer echten Botschaft wahrgenommen, anstatt als Funktionäre der Partei betrachtet zu werden (vgl. z. B. Duskaeva 2003).
Das durch Privatisierung und Vielfalt gekennzeichnete „Goldene Zeitalter der Medien“ hielt allerdings nicht lange an. Mit der Zeitungsdepression 1994 und schließlich der Wirtschaftskrise 1998 in Russland gerieten die Medien zunehmend unter (finanziellen) Druck und damit in Abhängigkeit von finanzkräftigen Geldgebern. In der Jelzin-Ära wurden zahlreiche wichtige Medien von Firmengruppen russischer Oligarchen übernommen.

### Entwicklung seit 2000
Der Aufbau des Images des kaum bekannten Wladimir Putin sowie der Wahlsieg im Jahr 2000 wurden zum großen Teil von Massenmedien geschaffen. In diesem Wissen hatte die folgende Regierung die Medienkontrolle in den Worten der Soziologieprofessorin Anna Amelina „als Voraussetzung für die weitere Popularität des Präsidenten und seinen Erfolg in der Politik“ betrachtet.
Privat finanzierte Medien bezeichnete Putin in seiner ersten Botschaft an das Parlament „Mittel der Massendesinformation“; diese behinderten den Aufbau eines starken Staates und seien somit „Staatsfeinde“.
Seit der Wahl Putins, noch mehr aber seit den Protesten nach den russischen Parlamentswahlen 2011 gegen Präsident Putin wurden etliche Medien von staatlich kontrollierten Holdings oder durch Tochterfirmen von Staatskonzernen übernommen und stehen somit – vor allem, was das Fernsehen (als zentrales Medium in Russland) betrifft – fast ausnahmslos unter politischer Kontrolle. Die Pressekritikerin Natalija Rostowa befragte im Jahr 2016 100 Journalisten in Russland zu deren Erfahrungen der Unterdrückung von Meinungen. 92 der Journalisten gaben an, die Medien würden Tendenziöse Berichterstattung betreiben und 87 bejahten die Existenz einer Zensur, wobei 72 der Befragten bei ihrer Arbeit schon mit Gelegenheiten der Zensur konfrontiert waren. Die schlimmste Zeit für die Medien sei gemäß der Mehrheit die Zeit nach 2012; einige nannten die ersten beiden Amtsperioden Präsident Putins als schlimmste Zeit. Die freieste Periode war für 73 der Journalisten die Regierungszeit Jelzins, welche derjenigen Putins voraus ging.
Begonnen hatte die Konzentration der Staatsmedien, als im Jahr 2001 der staatliche Energiegigant Gazprom nach der Verhaftung Wladimir Gussinskis die Kontrolle über den Fernsehsender NTW übernommen hatte, den einzigen landesweit zu empfangenden Sender, der kritisch über das Vorgehen der russischen Armee in Tschetschenien berichtet hatte. Nachdem sich der mit Putin befreundete Boris Beresowskis solidarisch mit seinem Rivalen Gussinski gezeigt hatte, wurde mit fragwürdigen Methoden dessen Sender ORT übernommen. Gleichzeitig gab es Sanktionen gegenüber zwei Printmedien der Media-Most, die ebenfalls kritisch über Tschetschenien sowie über den ungeschickten Umgang der Regierung Putin mit dem Untergang des Atom-U-Boots Kursk berichtet hatten: Die Tageszeitung Sewodnja (Heute), wurde eingestellt, der Chefredakteur des erfolgreichen Wochenmagazins Itogi (Bilanzen) wurde gefeuert.
Im September 2003 übernahm letztmals ein vom Kreml nicht disziplinierter Ölmagnat, Michail Chodorkowski, die liberale Wochenzeitung Moskowskije Nowosti, um den von ihm unterstützten Oppositionsparteien Union rechter Kräfte und Jabloko im bevorstehenden Wahlkampf ein Forum bieten zu können. Dieses politische Engagement gilt als ein wichtiger Grund für die Verhaftung Chodorkowskis im Oktober 2003.
Etliche unabhängige Zeitungen seien gemäß Reporter ohne Grenzen im Jahr 2005 durch hohe Geldstrafen zur Aufgabe gezwungen worden. Zeitungen, die den Krieg in Tschetschenien thematisierten würden faktisch erpresst, da staatliche Anzeigen ausblieben. Die Arbeitserlaubnis von amerikanischen ABC-Journalisten sei nicht erneuert worden, nachdem der Sender ein Interview mit dem tschetschenischen Rebellenführer Schamil Bassajew ausstrahlte.
Michail Gorbatschow verbreitete in einem offenen Brief noch 2008 Optimismus in Bezug auf die Pressefreiheit: Trotz aller berechtigten Kritik „gibt es bei uns zahlreiche Zeitungen, die heute Glasnost in der Praxis anwenden und frei schreiben.“
Laut Putin-Sprecher Dmitri Peskow ist die gemäß Formulierung in der Zeit „zentral vom Kreml gesteuerte Nachrichtenvermittlung“ legitim: „Ein Propaganda-Instrument ist ein unveräußerliches Attribut eines jeden Staates. So etwas gibt es überall. Dementsprechend muss es das auch in Russland geben.“
Sowohl 2013 als auch 2014 moderierte der spätere Präsident der Ukraine, Wolodymyr Selenskyj zusammen mit Maxim Galkin die Neujahrsshow des größten russischen Staatssenders Rossija 1, die traditionell am 1. Januar abends live ausgestrahlt wird und für die russische Unterhaltungsindustrie zu den wichtigsten Fernsehshows eines Jahres zählt. Selenskyj und Galkin gehörten damals zu den beliebtesten Komikern in Russland. Prominent im Publikum saßen Kremlpropagandisten wie Dmitri Kisseljow, Wladimir Solowjow.
Anfang August 2014, zwei Wochen nach dem Abschuss von Malaysia-Airlines-Flug 17 über der Ukraine, wurde die einzige für Russland verbliebene landesweite Fernsehsendung auf Ren TV eingestellt, welche den Ruf gehabt hatte, eine unabhängige und kritische Berichterstattung gegenüber der Regierung zu verfolgen. Ein damaliger Produzent beschrieb, dass beim Abschuss von MH17 der Sender niemals hätte konsequent in seiner damaligen Art darüber berichten können.
Seit 2016 darf die ausländische Beteiligung an einem relevanten Medienunternehmen noch maximal 20 Prozent betragen.
Durch das 2012 eingeführte „Gesetz über „ausländische Agenten“ in Russland“ verloren seither politisch tätige Medien ihre wirtschaftliche Grundlage, da durch die unklare Gesetzeslage ein Inserent in einem solchen Medium ebenfalls als ausländischer Agent registriert werden kann.

### Totale Zensur 2022
Als Folge des russischen Überfalls auf die Ukraine 2022 wurde eine militärische Zensur eingeführt und die Meinungsfreiheit weiter eingeschränkt; so wurde beispielsweise das Wort „Krieg“ im Zusammenhang mit dem russischen Militäreinsatz in der Ukraine verboten; die einzige unabhängige Radiostation Echo Moskwy wurde von den Behörden am 1. März vom Netz genommen, das Internet-Fernsehen Doschd durch die russische Medienaufsichtsbehörde Roskomnadsor gesperrt, Lokalzeitungen, wie Глобус (Globus), welche in Serow mit einem Antikriegscover erscheinen sollte, sowie weitere Titel desselben Verlages, wurden von der Polizei Russlands beschlagnahmt. Weiteren Informationsseiten, wie die Nowaja gaseta, wurden ihre Lizenzen entzogen und westliche Medien, wie YouTube, Facebook und Twitter für russische Internetnutzer blockiert. Laut dem Leiter von Echo Moskwy, Alexei Wenediktow hätten sich bis zum 24. Februar 2022 selbst Minister, Abgeordnete, Leiter von Agenturen noch durch Doschd, Nowaja und Echo informiert. Die von der Zensur betroffenen Journalisten reagierten unterschiedlich; einige äußerten sich kritisch auf sozialen Medien oder flüchteten aus Russland, andere schwiegen oder übernahmen die offizielle Position der Regierung.
Auch auf den staatlichen Fernsehkanälen gab es markante Veränderungen; Selbst überaus populäre Komiker und Moderatoren, wie Maxim Galkin und Iwan Urgant, die sich vom Krieg distanziert hatten, wurden aus dem russischen Fernsehen verbannt, als „ausländische Agenten“ eingestuft und diverse Fernsehsendungen ausgesetzt. Als die Einschaltquoten wegen der gehäuften propagandistischen Politik-Talkshows zum Thema „militärische Spezialoperation in der Ukraine“ noch im selben Jahr sanken, wurden einstmals eingestellte Unterhaltungsprogramme, wie KVN und Comedy Club wieder aufgenommen.
Auch unter den Bedingungen der militärischen Zensur und der unterdrückten Meinungsfreiheit wurden Medienkanäle neu eröffnet und oft vom russischen Staat gesperrt oder verboten, so zum Beispiel die von Redakteuren der Nowaja Gaseta gegründete Internetzeitung Nowaja gaseta. Europa. Sämtliche solche Medien publizierten auch Anleitungen zum Umgehen der Sperren, die Artikel wurden auch zum Ausdrucken empfohlen. Der Anteil der russischen Bevölkerung, der weiß, wie er sich mittels VPN in Medien außerhalb Russlands informieren kann, stieg laut einer repräsentativen Umfrage des Lewada-Zentrums von Beginn des Krieges von 6 bis 8 Prozent bis Oktober 2022 auf 23 Prozent an. Es handelt sich nach Angaben des russischen Soziologen und Meinungsforschers Lew Gudkow (Chef des Lewada-Zentrums) zumeist um jüngere, gebildete Bewohner der größten Städte Russlands.
Im Juni 2024 wurde der Zugang zu 81 europäischen Nachrichtenseiten und Rundfunkanstalten gesperrt.

## Pressefreiheit
Der Demokratiereport 2008 der Konrad-Adenauer-Stiftung zeichnete „ein düsteres Bild der Pressefreiheit in Russland“.
Auf längere Sicht bewertete Freedom House die Presse in Russland zuletzt 2002 als „teilweise frei“ (partly free), seither als „nicht frei“ (not free), und sah dabei einen generellen Abwärtstrend: Der Pressefreiheitsindex (press freedom score) sank kontinuierlich von 60 (2002) auf 83 (2015 und 2016, schlechtmöglichster Wert 100).
Es gibt zwar in Russland eine große Anzahl an Medien und Printmedien, der größte Teil davon befindet sich allerdings unter staatlicher Kontrolle. Durch Medien verbreitete unabhängige Kritik am Kreml ist damit ausgeschlossen.
Die Kontrolle kann verschiedener Art sein:
- Direkte staatliche Kontrolle: der Staat kontrolliert direkt, wie beispielsweise die Rossijskaja gaseta oder die Nachrichtenagentur TASS
- Über staatliche Unternehmen: die Medien befinden sind in der Hand mehrheitlich vom Staat kontrollierter Firmen, wie beispielsweise die Tageszeitung Iswestija (über Gazprom-Media, Teil des mehrheitlich vom Staat kontrollierten Konzerns Gazprom) oder die ehemalige Nachrichtenagentur RIA Novosti, als sie zum staatlichen Medienkonzern WGTRK gehörte (heute Rossija Sewodnja und direkt staatlich)
- Über Kreml-loyale Unternehmer: Unternehmer, die mit staatsnahen Firmen auf das engste verbunden sind, kaufen auf dem Medienmarkt eigene Medienimperien ein; so erwarb 2007 Alischer Usmanow die Tageszeitung Kommersant, nach Angaben der Organisation Reporter ohne Grenzen bis dahin eine der „letzten Bastionen der unabhängigen Medien“[50]
- Verstaatlichung von Druckereien[46]
- Repressalien und Einschüchterungsmaßnahmen: diese haben in vielen Redaktionen zu Selbstzensur geführt[46]
- Zulassung von Journalisten: „Wenn der Präsident oder ein anderer Vertreter des Kremls eine Pressekonferenz gibt, werden nur Journalisten zugelassen, die regierungsfreundlich berichten. Darüber hinaus dürfen nur Fragen gestellt werden, die vorher mit dem Pressestab des Präsidenten abgesprochen wurden.“ (Grigori Pasko in einem Interview.)[51] Im Jahr 2017 waren Akkreditierungen zum Confed-Cup nur möglich unter dem Vorbehalt, nur über die Spielorte zu berichten.[52]
- In Russland werden viele Fernsehsendungen zeitverzögert gesendet, damit sich keine spontanen Fehler mit „falschen“ Informationen ergeben können. Radiosender senden dagegen oft live.[53]

Unabhängige Medien sind auf Moskau und größere Städte beschränkt. Die finanzielle Situation der unabhängigen Medien ist äußerst schlecht. Aufgrund der geringen Kaufkraft der Bevölkerung und der schlechten Anzeigenlage – im Fall der Nowaja gaseta beispielsweise durch Druck auf Anzeigenkunden – leiden sie unter chronischer Finanzknappheit. Dazu kommen noch (gleichfalls wie im Fall Nowaja gaseta) durch staatliche Institutionen eingeleitete steuer-, straf- oder zivilrechtliche Verfahren. Im Juli 2015 erhielt die Zeitung ihre zweite Warnung der Aufsichtsbehörde. Sie kann damit jederzeit von Amtes wegen geschlossen werden. Grund war ein Verstoß gegen das Verbot des öffentlichen Fluchens, das schon vor der Einführung als Wiederkehr der Zensur mit deren Willkür gesehen worden war.
Mehrere nicht gelenkte Medien in Russland verloren wie der TV-Sender Doschd in der dritten Amtszeit von Präsident Putin die nationale Reichweite. Gleichzeitig müssen sich Blogger, deren Blog täglich 3000 Mal gelesen wird, seit Mai 2014 als „Nachrichtenmedien“ registrieren lassen.
Der Soziologe Nikolai Wakhtin strich in Bezug auf die „öffentliche Sprachlosigkeit der Russen“ die Rolle der Medien heraus: „Hätten wir ein anderes Fernsehen […], hätten wir bei uns auch eine ganz andere Staatlichkeit.“ Dies gilt auch für die regionale Betrachtung: Bis zum Jahr 2010 konnte festgestellt werden, es gäbe Dutzende unabhängige Medien auf Regionaler Ebene und Hunderte auf Lokalebene, diesen stünden jedoch Tausende von abhängigen Medien gegenüber, von denen man die überwältigende Anzahl als Anhängsel der Verwaltung und „kaum als Medien“ bezeichnen könne.
Vage Gesetze erlauben es dem Staat, gegen missliebige Medien vorzugehen, sämtlicher Inhalt von Medien und Internet wurde seit 2015 von einer Staatsagentur mittels Überwachungssoftware und Hunderten von „Medienbeobachtern“ überwacht.

### Gewalt gegen Journalisten
Zwischen 1993 und 1999 wurden in Russland gemäß einer Statistik der russischen Journalisten-Gewerkschaft 201 Journalisten ermordet. (Roland Haug zählt in seinem Buch Die Kreml AG 261 Attentate.) Zu den bekanntesten Fällen gehören die Anschläge auf den Mitarbeiter der Tageszeitung Moskowski Komsomolez, Dmitri Cholodow († 1994), und auf den Generaldirektor des Fernsehsenders ORT Wladislaw Listjew (1956–1995).
Seit dem Amtsantritt von Präsident Putin im März 2000 geschahen nach Angaben der Organisation „Reporter ohne Grenzen“ bis Ende 2006 13 Auftragsmorde, von denen keiner vor Gericht gebracht wurde. (Roland Haug nennt für den gleichen Zeitraum 16 Attentate.)
Eine Aufstellung der „World Association of Newspapers“ für das Jahr 2000, die auch die ermordeten Pressefotografen umfasste, nannte mit Wladimir Jazina und Alexander Jefremow zwei weitere Opfer. Dazu kommt der Tod des stellvertretenden Chefredakteurs der Nowaja gaseta, Juri Schtschekotschichin, der 2003 in Moskau unter nicht geklärten Umständen ums Leben kam.
| Gewaltsame Übergriffe auf Journalisten in Russland                                                    |      |      |      |      |      |      |                  |
| | 2000 | 2001 | 2002 | 2003 | 2004 | 2005 | 2006 bis Oktober |
| Unnatürliche Todesfälle                                                                               | 16   | 17   | 19   | 10   | 14   | 7    | 9                |
| Gewaltsame Übergriffe auf Journalisten und Redaktionsräume                                            | 73   | 102  | 99   | 120  | 83   | 75   | 58               |
| Quelle: Russlandanalysen Nr. 118 vom 17. November 2006 (PDF-Datei; 295 kB) Forschungsstelle Osteuropa |      |      |      |      |      |      |                  |

#### Bekannte Opfer von Attentaten
2000
- Wladimir Jazina, 51, Fotograf bei der russischen ITAR-TASS, war am 19. Juli 1999 von tschetschenischen Milizangehörigen entführt worden und wurde nach Aussage zweier früherer Geiseln am 20. Februar 2000 ermordet.
- Aleksander Jefremow, 41, Fotokorrespondent der westsibirischen Zeitung Nasche Wremja, wurde am 12. Mai 2000 in Tschetschenien Opfer eines Anschlags von Rebellen. Jefremow war als Begleiter in einem Militärfahrzeug unterwegs.
- Igor Domnikow, 41, von der Nowaja gaseta wurde am 12. Mai 2000 in Moskau vor dem Eingang des Hauses, in dem er wohnte, bewusstlos geschlagen und starb zwei Monate später im Krankenhaus, ohne das Bewusstsein wiedererlangt zu haben.[61]
- Sergei Nowikow, 36, von Radio Wesna wurde am 26. Juli 2000 in Smolensk durch vier Schüsse im Aufgang des Hauses getötet, in dem er wohnte. Nowikow war Eigentümer des unabhängigen Senders, der die Provinzregierung kritisierte. Drei Tage zuvor hatte er an einer Fernsehdiskussion über Korruption im Amt des Stellvertretenden Gouverneurs teilgenommen.[62]
- Iskandar Chatlonij, 45, von Radio Free Europe/Radio Liberty wurde am 21. September 2000 in Moskau ermordet. Chatlonij war Mitarbeiter des tadschikischen Service von RFE/RL; er beschäftigte sich mit Menschenrechtsverletzungen in Tschetschenien.[62]
- Sergei Iwanow, 30, Leiter von Lada-TV, einem einflussreichen lokalen Fernsehsender, wurde am 3. Oktober 2000 in Togliatti ermordet. Iwanow starb vor seinem Wohnhaus durch fünf Schüsse in Kopf und Brust.[63][62]
- Sergei Loginow, Chefredakteur von Lada-TV, wird drei Wochen später, am 28. Oktober 2000, bewusstlos aufgefunden. In Medienberichten wird der Fall als Mord aufgeführt, die russischen Behörden sprechen von einem Unfall.[64][65]
- Adam Tepsurgajew, 24, Kameramann für Reuters, wurde am 21. November 2000 vor dem Haus seines Nachbarn in Alchan-Kala in Tschetschenien erschossen. Er drehte Aufnahmen aus dem Kampfgebiet. Während des Ersten Tschetschenienkrieges (1994–1996) arbeitete er als Assistent für ausländische Journalisten.

2001
- Eduard Markewitsch, 29, Herausgeber der Novi Reft starb am 18. September 2001 in Reftinski in der Oblast Swerdlowsk durch einen Schuss in den Rücken. Seine Lokalzeitung kritisierte örtliche Amtsträger.[62]

2002
- Natalja Skryl, 29, von der Zeitung Nasche Wremja wurde am 9. März 2002 in Taganrog erschlagen. Skryl hatte als Wirtschaftsreporterin in Rostow am Don über den Kampf um die Kontrolle eines metallurgischen Kombinates berichtet. Laut Angaben des CPJ war ihr Körper so verstümmelt, dass ihr Vater die Leiche nicht identifizieren konnte.[66]
- Waleri Iwanow von der Toljattinskoje Obosrenije wurde am 29. April 2002 in Togliatti aus kurzer Distanz durch acht Schüsse in den Kopf getötet. Er war Chefredakteur der Wochenzeitschrift, die über Kriminalität und Korruption berichtete.

2003
- Dmitri Schwez von TV-21 wurde am 18. April 2003 in Murmansk vor dem Gebäude seines Senders durch mehrere Schüsse getötet. Er war stellvertretender Generaldirektor des lokalen Fernsehsenders. Dieser hatte nach kritischen Berichten über Politiker mehrere Drohungen erhalten.
- Juri Schtschekotschichin, 53, Chefredakteur der Nowaja gaseta wurde am 3. Juli 2003 in Moskau wahrscheinlich mit Phenol vergiftet.[62]
- Alexej Sidorow, Iwanows Nachfolger als Chefredakteur der Toljattinskoje Obosrenije, wurde am 9. Oktober 2003 von einem Unbekannten überfallen und mit einem spitzen Gegenstand niedergestochen.

2004
- Jelena Tregubowa, 35, die in ihrem Buch Die Mutanten des Kreml Putins Medienpolitik kritisiert, überlebte im Februar 2004 einen Bombenanschlag. Die Moskauer Miliz wertete den Vorgang als „schweres Rowdytum“ beziehungsweise den Versuch eines „schweren Diebstahls“ und erklärte, es bestehe kein Grund, an einen politisch motivierten Anschlag zu glauben.
- Paul Klebnikov, 41, von der russischen Ausgabe der Zeitschrift Forbes starb am 9. Juli 2004 in Moskau durch mehrere Schüsse aus einem vorbeifahrenden Auto vor dem Redaktionsbüro. Die Zeitschrift hatte über das Treiben der russischen Milliardäre berichtet.

2005
- Magomedsagid Warisow von der Wochenzeitung Nowoje Delo starb, nachdem sein Wagen bei der Heimkehr unter Maschinengewehrfeuer genommen wurde, am 28. Juli 2005 in Machatschkala in Dagestan. Er hatte regelmäßig führende dagestanische Politiker kritisiert.

2006
- Ilja Simin, 33, Reporter der Fernsehstation NTW, wurde am 26. Februar 2006 in seiner Moskauer Wohnung erschlagen aufgefunden. Ob die Tat einen politischen Hintergrund hat, konnte nicht aufgeklärt werden. Im Jahresbericht von „Reporter ohne Grenzen“ wurden sowohl der Mord an Ilja Simin als auch jener von Jewgeni Gerassimenko als „berufsbedingte Morde“ aufgeführt.[67]
- Jewgeni Gerassimenko, Redakteur des Saratowski Rasklad, einer unabhängigen Wochenzeitung aus Saratow, recherchierte über Wirtschaftskorruption. Er wurde am 26. Juli 2006 mit einer Plastiktüte über dem Kopf erstickt. Die Tat soll von einem 39-jährigen Obdachlosen verübt worden sein. Das Gericht sprach in seinem Urteil von einem Raubmord.
- Anna Politkowskaja, 48, von der Nowaja gaseta wurde am 7. Oktober 2006 in ihrem Wohnhaus in Moskau erschossen.[62]
- Anatoli Woronin, 55, Wirtschaftschef der Nachrichtenagentur ITAR-TASS, wurde am 16. Oktober 2006 in Moskau ermordet. Sein Fahrer fand Woronin erstochen in seiner Wohnung auf.[68]

2007
- Iwan Safronow, 51, Militär-Journalist, kam bei einem Fenstersturz ums Leben. „Iwan Safronow hat heiße Themen angepackt, aber er war kein Oppositioneller“, äußerte sich der Sprecher des Raumfahrtkonzerns EADS, Gregor von Kursell, gegenüber den Medien. Die russische Justiz nahm die Ermittlungen nach Paragraph 110 („Herbeiführung eines Selbstmordes“) auf.[69]

2008
- Iljas Schurpajew, 32, Reporter des staatlichen Fernsehsenders Perwy kanal (Erster Kanal), wurde am 21. März 2008 in seiner Wohnung niedergestochen und mit einem Gürtel erdrosselt. Er hatte vor allem aus der russischen Teilrepublik Dagestan im Nordkaukasus berichtet.
- Gadschi Abaschilow, 58, der Chef des dagestanischen Zweigs der WGTRK (Allrussische staatliche Fernseh- und Radiogesellschaft), wurde am 21. März 2008 vor einem Geschäft in der Hauptstadt Machatschkala erschossen.
- Magomed Jewlojew, 37, Betreiber der Nachrichtenwebsite Ingushetiya.ru, starb am 31. August 2008 an den Folgen eines Kopfschusses, der ihm in Polizeigewahrsam zugefügt worden war. Jewlojew war auf dem Flughafen der inguschetischen Hauptstadt Magas festgenommen worden, nachdem er gemeinsam mit dem inguschetischen Präsidenten Murat Sjasikow angekommen war. Während des Fluges soll es zu einem heftigen Streit zwischen beiden gekommen sein.[62]
- Michail Beketow, 50, Lokaljournalist aus Chimki, wurde Mitte November 2008 von Unbekannten auf seinem eigenen Grundstück so schwer verletzt, dass er wegen Hirnverletzungen kaum mehr sprechen konnte sowie ein Unterschenkel und 4 Finger amputiert werden mussten. Er hatte über die illegale Vermarktung von Waldgrundstücken im Speckgürtel von Moskau berichtet[70][71][72] und starb 55-jährig am 8. April 2013.

2009
- Anastassija Baburowa, 25, freie Mitarbeiterin der Nowaja gaseta, wurde am 19. Januar 2009 im Anschluss an eine Pressekonferenz zusammen mit dem Menschenrechtsanwalt Stanislaw Markelow in Moskau auf offener Straße erschossen. Baburowa sprach mit dem Anwalt, da er unter anderem Michail Beketow und die Familie von Elsa Kungajewa vertrat.[62]
- Natalja Estemirowa, 50, russische Historikerin, Journalistin und Menschenrechtsaktivistin wurde am 15. Juli in Grosny entführt und am Abend des selben Tages ermordet aufgefunden.[62]
- Malik Achmedilow, dagestanischer Journalist der in awarischer Sprache erscheinenden Zeitung „Chakikat“, wurde am 11. August erschossen aufgefunden.

2011
- Gadschimurad Kamalow, dagestanischer Journalist und Herausgeber der Zeitung Tschernowik, wurde am 15. November vor dem Redaktionshaus der Zeitung erschossen.

2013
- Achmednabi Achmednabijew, 53, dagestanischer Journalist der Wochenzeitung Nowoje Delo, wurde am 9. Juli vor seinem Haus erschossen.

## Soziale Medien
Im Zuge der staatlichen Internet-Förderung verzeichnen die Social-Media-Aktivitäten in Russland einen außergewöhnlich starken Auftrieb. Im Gegensatz zu den westlichen Märkten trifft dies sowohl auf die landeseigenen wie auch die international führenden Plattformen zu.
Landeseigene Plattformen wie z. B. Vkontakte.ru oder Odnoklassniki.ru wiesen höhere Wachstumsraten aus als etwa Facebook.
Kulturelle und wirtschaftliche Rahmenbedingungen sowie die Nähe zum Markt sind Gründe; eine weitere, grundlegende Voraussetzung liegt in der Größe des Heimmarktes. Neben dem russischen Markt erfüllen nur mehr eine Handvoll weiterer Länder diese Grundvoraussetzung: USA, China, Japan; in beschränktem Maß Indien und Indonesien.
Ein enger Freund Putins, der russische Milliardär Alischer Usmanow, übernahm 2014 die volle Kontrolle über das größte Netzwerk VKontakte. Der Gründer von VKontakte, Pawel Durow, hatte sich zuvor lange widersetzt, dem Inlandsgeheimdienst Nutzerdaten preiszugeben.
Im Dezember 2021 ging die Kontrolle über VKontakte und Odnoklassniki an die staatliche Bank Gazprombank und das Versicherungsunternehmen Sogaz von Juri Kowaltschuk. Neuer VKontakte-Chef wurde der Sohn des Kreml-Spitzenbeamten Sergej Kirijenko.

## Leserschaft
Neben den Schikanen der Regierung steht aber auch mangelndes Bewusstsein sowohl in der Bevölkerung als auch bei manchen Journalisten und Vertretern der Rechtsprechung der Bildung einer freien Medienlandschaft im Wege. Nicht wenige in der Sowjetunion sozialisierte Journalisten und Richter sind es gewohnt, im Sinne der Regierung zu berichten beziehungsweise Menschen, die gegen die Interessen der Regierung handeln, zu verurteilen.
Bei einer Umfrage im Juli 2001 in Russlands Regionen meinten 29 Prozent, dass die Existenz nicht-staatlicher Medien schädlich sei. Bei einer anderen Umfrage im September des gleichen Jahres fanden 38 Prozent, dass eine wachsende Kontrolle der Medien für den Staat positiv sei. Eine mögliche Erklärung für diese Haltung ist die deutliche Verbesserung allgemeiner Lebensbedingungen – so zum Beispiel die in der Jelzin-Ära nicht selbstverständliche rechtzeitige Lohnauszahlung – bald nach Putins Amtsantritt und die daraus resultierende breite Unterstützung für Putins Politik.

## Die wichtigsten Medien
Die Liste folgt den Angaben des Auswärtigen Amtes der Bundesrepublik Deutschland, der britischen Fernsehgesellschaft BBC, den russischen, für Medienmonitoring zuständigen Unternehmen Comcom und mediaatlas.ru, sowie den Angaben der Forschungsstelle Osteuropa der Universität Bremen.
In Klammern folgen jeweils die Angaben über die Eigentumsverhältnisse.

### Nachrichtenagenturen
- ITAR-TASS (staatlich)
- RIA Novosti (Teil der staatlichen Medienholding WGTRK)
- Interfax (privat)

### Fernsehsender
Das Fernsehen ist die Hauptinformationsquelle für über 80 Prozent der Bevölkerung und die einzige Informationsquelle mit landesweiter Reichweite. Bei Fernsehsendern erfolgt in Klammern zuerst die wöchentliche Reichweite in Prozent der Gesamtbevölkerung Russlands (3. Quartal 2006) und dann die Nennung der Eigentümer.

#### Landesweit
- Erster Kanal (Reichweite 86,2 Prozent der Bevölkerung Russlands; der Staat ist Mehrheitseigentümer)
- Rossija (79,1 Prozent; Teil der staatlichen Medienholding WGTRK)
- NTW (60,8 Prozent; mehrheitlich im Besitz der staatlich kontrollierten Gasprom-Media)
- Ren TV (31,2 Prozent), kontrolliert von der Bank Rossija[80]
- STS (55 Prozent; Besitzer: STS Media, an dieser sind beteiligt die Alfa Group Michail Fridmans zu 26 Prozent, die schwedische Modern Times Group zu 40 Prozent, 25 Prozent gehören anonymen Kapitalgebern, 9 Prozent einer russischen Kapitalinvestment-Gesellschaft)[81]
- TNT (38,9 Prozent; Gasprom-Media)[82]
- RBK (20 Mio. Zuschauer im Monat, zu Mediengesellschaft RBK)

#### Regional
- TWZ (19,4 Prozent; Moskauer Stadtverwaltung)
- Rossija K (18,6 Prozent; Teil der staatlichen Medienholding WGTRK)

### Hörfunksender
- Radio Rossii (staatlich)
- Radio Majak (staatlich)
- Echo Moskwy (mehrheitlich im Besitz der staatlich kontrollierten Gasprom-Media)

Daneben gibt es eine Vielzahl von regionalen und lokalen Sendern.

### Tageszeitungen
Die Auflagen sind angegeben in Tausend, nach eigenen Angaben:
- Moskowski Komsomolez (2250, Privatbesitz)
- Komsomolskaja Prawda (797, Wladimir Potanin)
- Trud (613, Promswjasbank)
- Rossijskaja gaseta (432, staatlich)
- Iswestija (234, Teil der staatlich kontrollierten Gasprom-Media)
- Nowaja gaseta (171, Alexander Lebedew, Michail Gorbatschow)
- Kommersant (117, Alischer Usmanow)
- RBK (80)
- Gaseta (61)
- Wedomosti (59)
- Wremja Nowostej (52) (existiert seit 2010 nicht mehr)
- Nesawissimaja gaseta (42, im Besitz Konstantin Remtschukow)

### Wochenzeitungen, Monatszeitungen und Zeitschriften
- Argumenty i Fakty (Promswjasbank)
- Nowaja gaseta
- Moskowskije Nowosti
- Ogonjok (50)
- Kommersant-Wlast (60, Alischer Usmanow)
- Itogi (85 Teil der Gasprom-Media)
- Expert (85, Oleg Deripaska)
- Nowoje Wremja (25)
- Dengi (101)
- Russki Newsweek (eingestellt am 18. Oktober 2010[83]) (45)
- Moskauer Deutsche Zeitung (deutschsprachig)
- St. Petersburgische Zeitung (deutschsprachig)
- Königsberger Express (deutschsprachig)
- Sibirische Zeitung (deutschsprachig)
- The Moscow Times (englischsprachig, 35)

### Unabhängige Medien
Die Nowaja gaseta, die unter der Kontrolle des Oligarchen Alexander Lebedew und des ehemaligen sowjetischen Präsidenten Michail Gorbatschow steht, ist für ihren investigativen Journalismus bekannt.
Kritische Berichterstattung gibt es auch in der Wirtschaftszeitung RBK, welche ab 2016 jedoch auch den Eigentümer und die Struktur wechselte, dem Kommersant und Wedomosti, sowie einigen regionalen Zeitungen.
Der auf die Verbreitung im Internet zurück geworfene Fernsehsender Doschd und die Radiostation Echo Moskwy sind die einzigen verbliebenen kritischen elektronischen Medien. Am 1. März 2022 wurden beide wegen ihrer Berichterstattung zum Russischen Überfall auf die Ukraine blockiert.
Die verbleibenden unabhängigen Sender innerhalb Russlands werden oft als Feigenblatt gesehen.

#### Ausländische Medien
Die Auslandssender Radio Liberty, Radio Free Europe (beide ebenfalls seit 2024 in Russland verboten) und Deutsche Welle berichten in russischer Sprache. Im Weiteren berichten das Swissinfo sowie die BBC auf Russisch.
Die Arbeit der Auslandskorrespondenten ist in Russland mit Akkreditierungen und Bewilligungspflichten geregelt. Andrew Kramer von der New York Times erzählte 2017, dass er seit einem Jahr auf eine Bewilligung warte, den Hafen von Jamal zu besuchen, während ein Kollege auf die Bewilligung für eine Fahrt in die Grenzzone bei Ivanogrod drei Monate wartete. Die staatlichen Medien schürten zudem das Bild, dass ausländische Journalisten Feinde oder gar feindliche Soldaten wären. Diese Verschärfung im Ton sei vor allem wieder ab 2012 geschehen, nach einer ersten Krise für den Journalismus unter der Präsidentschaft Putins um das Jahr 2006. Während der Präsidentschaft Medwedews (2008–2012) hätte sich das Klima zwischenzeitlich verbessert gehabt.

### Internet
Das Internet galt anfangs als das vergleichsweise freieste Medium in Russland. Allerdings stand es stets unter staatlicher Überwachung. Der Geheimdienst FSB kann – ohne richterliche Genehmigung – den gesamten Mailverkehr in, von und nach Russland lesen und die Internetaktivitäten der User in Echtzeit verfolgen. Die Anschaffungskosten für die Überwachungsanlagen mussten die Provider tragen. Blogger mit mehr als 3000 Lesern müssen sich zudem als „Nachrichtenmedien“ registrieren lassen. Ab 2012 wurden missliebige Internetseiten mit „unzulässiger Kritik“ von den Behörden gesperrt, ab 2019 galt ein Gesetz über die „Beleidigung von Behörden“, das geeignet ist, jegliche Kritik an der Regierung zu unterbinden und strafrechtlich zu verfolgen.
Zu den wichtigsten Informationswebseiten gehörten 2006 (in Klammern die Prozentzahl derjenigen russischen Internetnutzer, die diese Seite nutzten und die Zugehörigkeit zu einer Mediengruppe, soweit bekannt):
- gazeta.ru (7,2 Alischer Usmanow)
- lenta.ru (6,5)
- og.ru
- polit.ru (2,4)
- vesti.ru (Teil von WGTRK)[95]
- utro.ru
- strana.ru (2,8 Prozent; Teil von WGTRK)[95]
- dni.ru (1,9)
- vz.ru
- smi.ru (Teil von WGTRK)[95]
- inosmi.ru (Teil von WGTRK)[95]
- rbth.ru (russische Regierungsagentur)
- business-swiss.ch (russischsprachige Internetzeitung mit Sitz in der Schweiz)[96]

In der russischen Zeitung Wedomosti, die vor dem 2016 in Kraft getretenen Gesetz über Eigentum von Medien von US-amerikanischen und finnischen Medienkonzernen kontrolliert wurde, schrieb der Journalist Ilja Klischin, die Regierung Putin setze seit einer Protestwelle nach den Parlamentswahlen 2011 auf eine systematische Manipulation der öffentlichen Meinung im Internet. Die Süddeutsche Zeitung bekam „Scharen bezahlter Manipulatoren“ bestätigt, welche im Internet in Blogs aktiv sind, darunter alleine 600 Mitarbeiter der „Agentur zur Analyse des Internets“ in St. Petersburg.
Um die Zensurmaßnahmen zu umgehen, gründete die ehemalige Chefredakteurin von Lenta.ru, Galina Timtschenko, im Oktober 2014 mit Meduza eine russischsprachige Internetzeitung mit Sitz in Lettland, die auch Englisch publizierte; sie wurde im Januar 2023 als unerwünschte Organisation eingestuft.
Weitere Medien konnten sich im Internet etablieren, liefern Journalismus für zahlende Kunden und bleiben somit eigenständig. Dazu gehören Fontanka oder The Insider. Der Aktionskünstler Pjotr Wersilow betreibt eine Website zu Bürgerrechtsthemen und Behördenwillkür namens «Mediazona». Das Wirtschaftsportal «The Bell» geht auf unter anderem eine leitende frühere Redakteurin von Wedomosti und RBK zurück und hat sich laut NZZ mit seinen Wirtschaftsreportagen „einen Namen gemacht“. Auf Englisch und Russisch publiziert «Riddle» politische Analysen von Experten. Auf Bürgerrechte hat sich in Nordrussland in Komi «7x7» etabliert und wird national beachtet, genauso wie auch «Znak.com» aus Jekaterinburg. Die frühere Seite «slon.ru» hatte sich nach 2017 in «Republic.ru» umbenannt und verzichtete auf tagesaktuelle News. «Republic» veröffentlicht stattdessen Analysen und Kommentare sowie Gastbeiträge von Experten aus Wissenschaft und Publizistik. Die Themen sind in Ressorts aufgeteilt (Politik, Kultur, Wirtschaft, Zukunft und Technik sowie Psychologie und Gesundheit) und jedes Ressort arbeitet auf eigene Rechnung.
Immer wichtiger wurden um das Jahr 2018 Nachrichten und kurze Analysen auf dem Messenger-Dienst Telegram. Die Behörden hatten versucht, den Dienst zu sperren und das Begehren der Behörden, das Internet zu überwachen, nahm nach Einschätzung der NZZ auch im Januar 2019 zu. Aber auch die staatliche Propaganda verlagerte sich ins Netz, so auf Youtube-Kanäle oder auf die Web-Angebote der Staatsmedien sowie nach dem erfolglosen Sperrungsversuch auch mit Fake-News auf Telegram.
Im Jahr 2019 wurde ein Gesetz verabschiedet, das es Russische Behörden, insbesondere der Roskomnadsor erlaubt, Onlinemedien zu sperren, wenn diese Meldungen verbreiten, die ihrer Meinung nach nicht der Wahrheit entsprechen oder die Staatsgewalt, Hoheitszeichen sowie die russische Gesellschaft „beleidigen“.
Ab dem Sommer 2020 dürfen in Russland laut einem laut Beobachtern wenig durchdachten Gesetz nur noch internetfähige Geräte verkauft werden, welche russische Software vorinstalliert haben. Trotz Protesten im Jahr 2019 wurde im November ein Umbau der IT-Infrastruktur in Russland mit staatlich kontrollierten Knotenpunkten verfügt. Das weltweite Netz könnte damit bei Bedarf eingeschränkt oder abgeschaltet werden. Russische Internetdienstanbieter müssen ihre Server unter die Aufsicht der Behörde Roskomnadsor stellen. Offiziell sollte das russische Netz damit vor Cyberattacken geschützt werden. Kritiker befürchteten bereits damals eine Kontrolle und weitere Einschränkung der Meinungsfreiheit. Für die Kontrolle der IT-Infrastruktur solle neben Roskomnadsor der Inlandsgeheimdienst FSB zuständig sein.
Mit dem russischen Überfall auf die Ukraine Ende Februar 2022 leitete Russland innerhalb weniger Tage eine Medienzensur ein. Bekannte und häufig benutzte Websites wie Facebook, Youtube und Twitter wurden für Internetnutzer aus Russland gesperrt. Die Benutzung des Tor Browsers, mit dem Netzsperren umgangen werden können, wurde durch die russischen Behörden erschwert, da diese den einfachen Zugriff auf das Tor-Netzwerk blockierte. Um aus Russland auf das Tor-Netzwerk zuzugreifen, werden seit der Blockade des einfachen Zugriffs Bridges benötigt.

## Parteien-Gesetz
Im April 2009 wurde ein neues Mediengesetz „Über die Garantien der Gleichheit der Parlamentsparteien hinsichtlich der Berichterstattung über ihre Aktivitäten durch die staatlichen TV-Sender und Radiosender“ verabschiedet. Das Gesetz garantiert jeder Parlamentspartei den gleichen Anteil an Sendezeit über ihre Aktivitäten in den staatlichen Fernseh- und Radiosendern. Das Gesetz schreibt gar die Objektivität dieser Berichterstattung vor.
Noch vor Verabschiedung dieses Gesetzes, während der Präsidentschaftswahl in Russland 2008, erhielten alle Präsidentschaftskandidaten die gleichen 21 Stunden an Sendezeit in den drei wichtigsten, staatlichen Fernsehsendern, um ihre Ansichten darzulegen und um miteinander zu debattieren.

## Dokumentarfilm
- My Undesirable Friends: Part I – Last Air in Moscow, Regie: Julia Loktev, 2024

### Allgemein
- Bundeszentrale für politische Bildung: Dossier Russland – Die Medienlandschaft in Russland

### Linksammlungen
- Linksammlung zu russischen Medien der Europa-Universität Viadrina (Memento vom 7. Oktober 2007 im Internet Archive)
- Internet-Radio (Memento vom 11. Mai 2009 im Internet Archive) Die russischen Radiosender, die 2009 per internet zu hören waren
- Umfangreiche Übersicht russischer TV-Sender, Radiostationen, Zeitungen und Internetsites mit Links (engl. und russ.)
- n-ost Netzwerk für Osteuropa-Berichterstattung
- Chronologie zu sowjetischen TV-Formaten
- dekoder.org bietet Übersetzungen aus liberalen russischen Medien

### Zahlen und Fakten
- Aktuelle Reichweite russischer Medien, erforscht von Comcom (russisch und englisch)
- mediaatlas.ru: Datensammlung zu russischen Medien und Medienunternehmen (russisch)

### Ausgewählte Einzelaspekte
- Jens Hartmann: Strategische Ware – Fünf Oligarchen und der Kreml regieren Russlands Medien In: Die Welt, 23. April 2001
- Alexej Simonow: Zensur, Unterdrückung und Verfolgung von Journalisten unter Putin Rede des Vorsitzenden der Stiftung zur Verteidigung von Glasnost im Mai 2006
- Oleg Panfilow: The counter revolution will be televised – State controlled TV is the midwife for rebirth of Russian nationalism (Memento vom 27. September 2007 im Internet Archive)
- Sebastian Knecht: Schluss mit lustig – Der Kreml macht ernst
- Henrike Schmidt, Katy Teubener: (Counter)Public Sphere(s) on the Russian Internet (Memento vom 29. Januar 2012 im Internet Archive), Forschungsprojekt der Ruhr-Uni Bochum zum Russischen Internet (PDF-Datei; 356 kB)
- Die Euros: Russlands Medienlandschaft: Zwischen Repression und Selbstzensur
- Sabine A. Gladkov: Macht und Ohnmacht der Vierten Gewalt: Die Rolle der Massenmedien im russischen Transitionsprozess, LIT-Verlag, 2002
- Russische Exil-Journalist:innen im Kampf gegen Zensur. In: Zapp, 23. Februar 2023 (YouTube, 21 Min.).